# Patriziella nuragica
Patriziella nuragica es una especie de escarabajo del género Patriziella, familia Leiodidae. Fue descrita por Rampini y Zoia en 1990.

## Distribución
Se encuentra en Cerdeña.